# Листовий метал
Листовий метал — метал в формі листів та широких листових смуг, що виготовляється прокаткою (або, рідше, куванням).

## Класифікація

### За товщиною
Розрізняють тонколистові та товстолистові метали. Гранична товщина між ними, залежно від матеріалу, знаходиться в діапазоні від 2 до 5 міліметрів. Верхньою межею товщини для сталевих листів зазвичай вважається 160 мм (іноді межа проводиться на 75 мм). Плоскі вироби більшої товщини називаються слябами.
Тонка (0,2-0,5 мм) сталь називається бляхою.
Властивості окремих металів (таких, як алюміній, свинець, мідь) дозволяють виготовляти дуже тонкі аркуші (фольгу товщиною менше ніж 0,2 мм).

### За способом прокатки метала
При виготовленні листових металів розрізняють гарячекатані та холоднокатані. Холодну прокатку використовують для тонколистових металів, гарячу — для тонко- і товстолистових.

## Історія про метал
Листовий метал застосовувався людством з найдавніших часів. Одним з видатних досягнень в цій області є бронзові Балаватські ворота, виготовлені в Ассирії в IX столітті до н. е.
У Стародавній Греції листовий метал (зазвичай бронза, рідше срібло, латунь, вкрай рідко — золото) виготовлявся за допомогою ручного кування і мав порівняно невеликі розміри; після нанесення рельєфного зображення за допомогою карбування застосовувався для виготовлення металевих посудин і прикрашення фризів. Щити воїнів іноді покривалися листовим залізом.
У Стародавньому Римі листовий свинець застосовувався для:
- виготовлення жолобів, водостоків, труб за допомогою паяння;
- покриття дерев'яних деталей суден.

Технологія прокатки в античні часи не застосовувалася. Поява прокатки сягає ранньомодерних часів (перша відома згадка припадає на XVI століття і міститься в паперах Леонардо да Вінчі); спочатку за її допомогою виготовлялися мідні листи для картин (такі листи, виготовлені спочатку куванням, а потім вже прокаткою, відомі вже на початку XVII століття). Масове застосування прокатки почалося в Європі у XIX столітті.

## Обробка
Обробка листового металу — одна з технологій металообробки, пов'язана з обробкою листового металу. Охоплює технології розкрою (механічну, лазерне і плазмове різання), згинання, пробивну технологію, а також комбіновані технології, що охоплюють кілька послідовних перерахованих операцій. Класичними інструментами механічного різання металу є ножиці по металу та гільйотина. Пробивають і згинають листовий метал за допомогою пресів.